# Jeu de cartes traditionnelles
 (décembre 2017).
Si vous disposez d'ouvrages ou d'articles de référence ou si vous connaissez des sites web de qualité traitant du thème abordé ici, merci de compléter l'article en donnant les références utiles à sa vérifiabilité et en les liant à la section « Notes et références ».

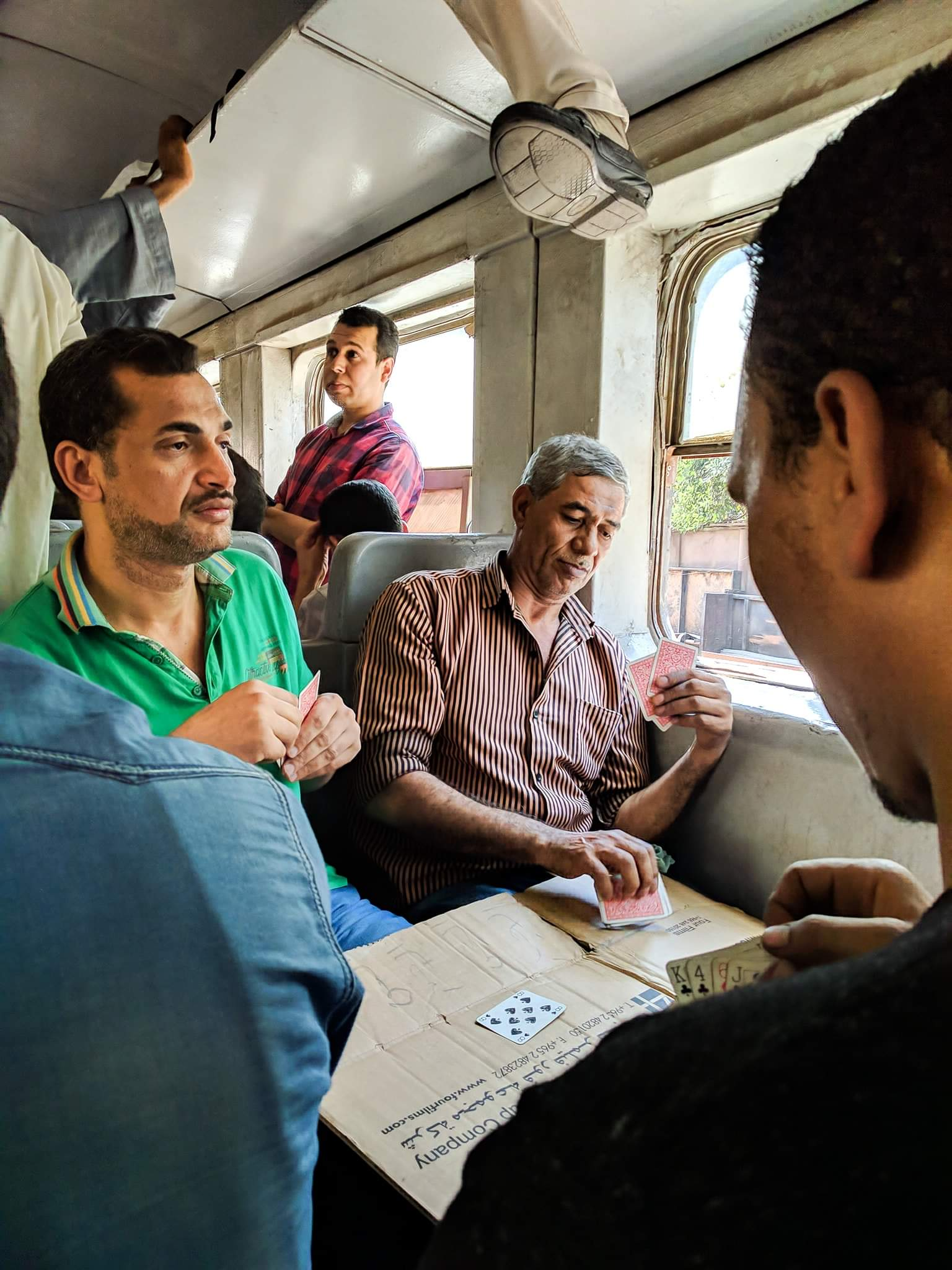
Joueurs de cartes en Égypte.

Un jeu de cartes emploie comme matériel principal des cartes à jouer.
On parle de jeux de cartes traditionnel pour ceux qui utilisent la structure classique du jeu de 52 cartes européen et ses dérivés (jeu de 32 cartes, jeu de tarot, variantes régionales, etc), mais il existe aussi un grand nombre de jeux utilisant des cartes spécifiques.

## Structure des règles d'un jeu de carte

### Nombre de joueurs et équipes
On peut jouer aux cartes aussi bien seul qu'à plusieurs. 
On ne rencontre la notion d'équipe en pratique que pour des jeux à partir de 4 joueurs et plus. Ces équipes pouvant être fixes comme au Bridge ou à la belote, ou variables comme au tarot avec un mécanisme de détermination des partenaires en cours de partie.

### Ordre de jeu entre les joueurs
La plupart des jeux à plusieurs s'organisent en cercles et l'ordre de jeu est ainsi naturellement l'un après l'autre en suivant le sens des aiguilles d'une montre ou son contraire. Néanmoins, de nombreux jeux prévoient des cas particuliers où un joueur peut anticiper son tour et ainsi « passer le tour » de certainsde ses adversaires, le cours du jeu reprenant à partir de sa position.

### Distribution des cartes
L'ensemble des cartes peuvent être distribuées en début de partie, mais on trouve aussi des jeux à distribution partielles, le restant des cartes étant réservé pour un usage ultérieur ou gardé caché pendant le reste de la partie.
La détermination du joueur distribuant les cartes, appelé donneur, que l'on distingue souvent de celui mélangeant les cartes, fait l'objet d'une règle particulière. Cette étape de mélange, puis de distribution est en effet source de triche si la personne qui pratique a suffisamment de dextérité pour manipuler les cartes dans un certain ordre afin de distribuer les plus utiles à elle-même ou à son équipe.

### Tour de jeu et fin de partie
Une règle détermine toujours quel joueur commence à jouer. 
Chaque joueur jouant à son tour, on parle de tour de jeu lorsque l'on revient au joueur initial.
Le jeu se poursuit ainsi jusqu'à une fin de partie qui peut être déterminé par l'épuisement des cartes à jouer ou la réalisation d'un objectif de jeu particulier.

### Mélange des cartes
Les règles de mélange peuvent être imposées pour respecter la coutume locale ou éviter les sources de triche par manipulation du paquet de cartes.

### Faute de jeu ou triche
Dans la plupart des cas, le non-respect d'une règle entraîne la nullité du coup joué, voire de la partie, mais il existe des jeux ou cette faute entraîne une simple pénalité sans altérer le reste de la partie.
Le cas de triche avérée est en règle générale un cas d'annulation de partie.

## Types de jeux

### Jeux de levées
Dans les jeux de levée, à chaque tour, une levée (une carte de chaque joueur) est à l'enjeu. Selon le jeu joué, l'objectif peut être de remporter ou non la levée, ou encore de remporter ou non certaines cartes spécifiques. Dans le bridge, seul le nombre de levées ramassées importe. Dans d'autres jeux comme la belote, la manille, le tarot français, c'est la valeur des cartes ramassées dans les levées qui compte.
Ces jeux, dont le bridge, le Whist (et le Whist à la couleur), la belote, le jass (ou chibre en Suisse), l'ascenseur et le Tarot, sont regroupés dans la catégorie "Jeu de levées".

### Jeux de combinaisons
- Rami
- Canasta
- Gin rami
- Cribbage
- Poker chinois

### Jeux decasinoou dehasard
- Baccara
- Blackjack
- Petits paquets
- Poker
- Poker menteur
- Sept et Demi

### Jeux de patience(ou simplement «réussites»)
- FreeCell
- Klondike
- La Loi Salique
- Pyramide
- Solitaire
- Spider
- 4 As
- la Monégasque

### Jeux de défausse
- 8 américain
- Bataille norvégienne
- Crapette (2 jeux de 52 cartes, nombreuses règles)
- Mao
- Menteur
- Pouilleux
- Président appelé également Trou du cul

### Jeux d'accumulation
- Bataille
- Bataille corse
- Snap
- Kilo de merde
- Dame de Pique
- Vitou

### Jeux divers
- Le Pref'
- Crib
- Foutreau
- Godori
- Kem's
- Nain jaune
- Trente et un
- Jeu d'Éleusis et Nouvel Éleusis
- Mistigri
- L'Ascenseur
- Balcó
- La Bourre
- Le Piquet
- Le Tamalou
- Le Bésigue